# Mauro Barella
Mauro Barella (Palermo, 12 dicembre 1956) è un ex astista italiano, vincitore di cinque titoli nazionali.

## Record nazionali
- Primatista italiano di salto con l'asta nel 1984 con la misura di 5,49 m superando il record di Renato Dionisi (5,45) stabilito nel 1972. l'11 luglio dello stesso anno (1984) Barella ritoccò il suo primato di 1 cm (5,50) durante i campionati italiani che si svolsero a Roma.
- Grazie a questo record, ottenuto in prossimità delle olimpiadi di Los Angeles, Barella fu ripescato nel team olimpico (da cui era stato escluso) partecipando ai giochi dove ottenne un onorevole ottavo posto

## Palmarès
- Settimo posto nei Campionati europei di atletica leggera indoor 1982 a Milano.
- Terzo posto ai Giochi del Mediterraneo del 1983 a Casablanca, Marocco.
- Ottavo posto alla XXIII Olimpiade di Los Angeles del 1984 con la misura di 5,30 m nella gara vinta dal francese Pierre Quinon che superò l'asticella a 5,75 m.

## Campionati nazionali
- Campione italiano di specialità nel 1982, 1984 e 1985.
- Campione italiano indoor di specialità nel 1982 e 1984.